# Nordrhein-Westfälisches Landgestüt Warendorf

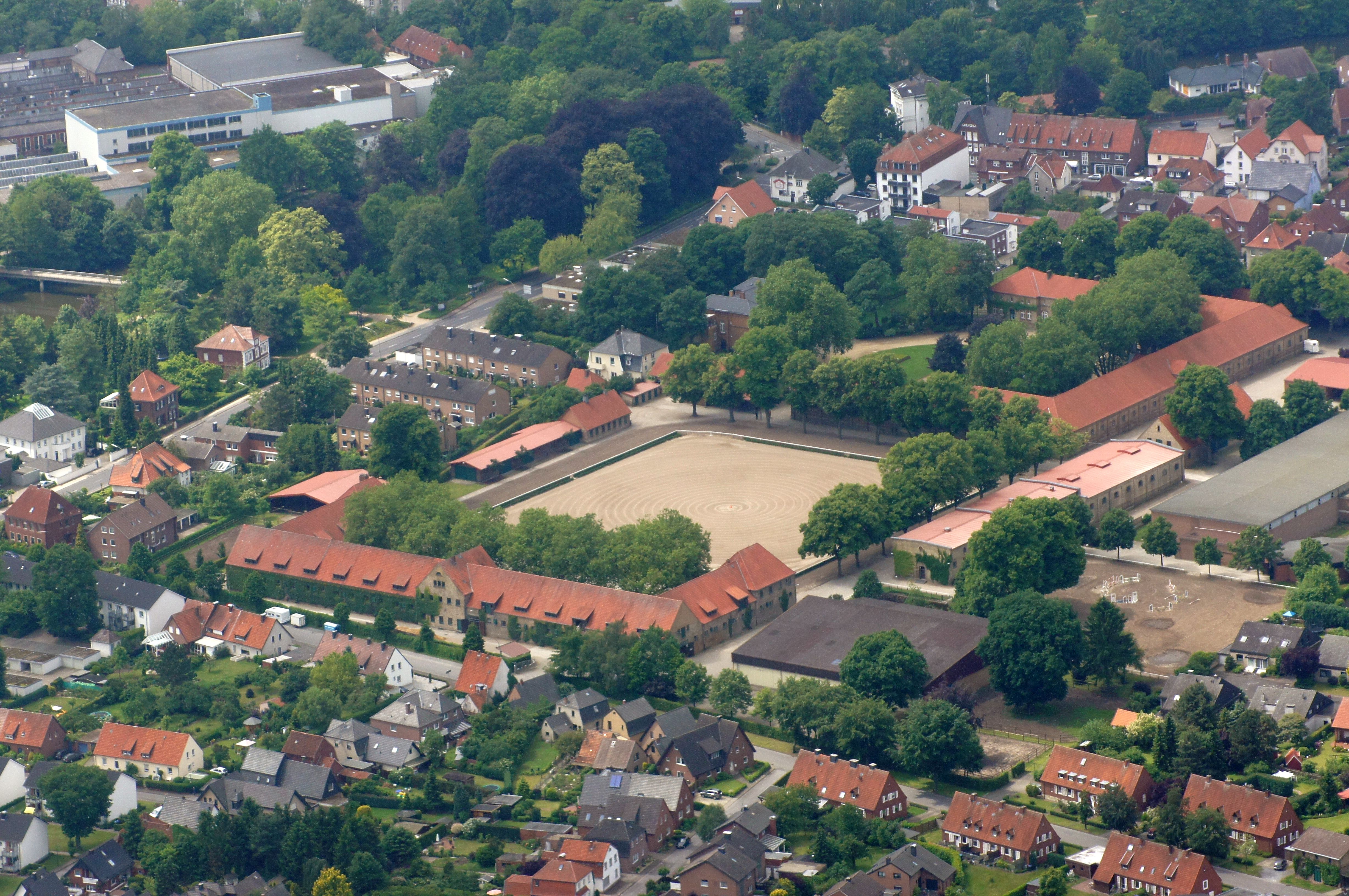
Nordrhein-Westfälisches Landgestüt Warendorf, Sitz seit 1885 (Luftbild aus dem Jahr 2014)

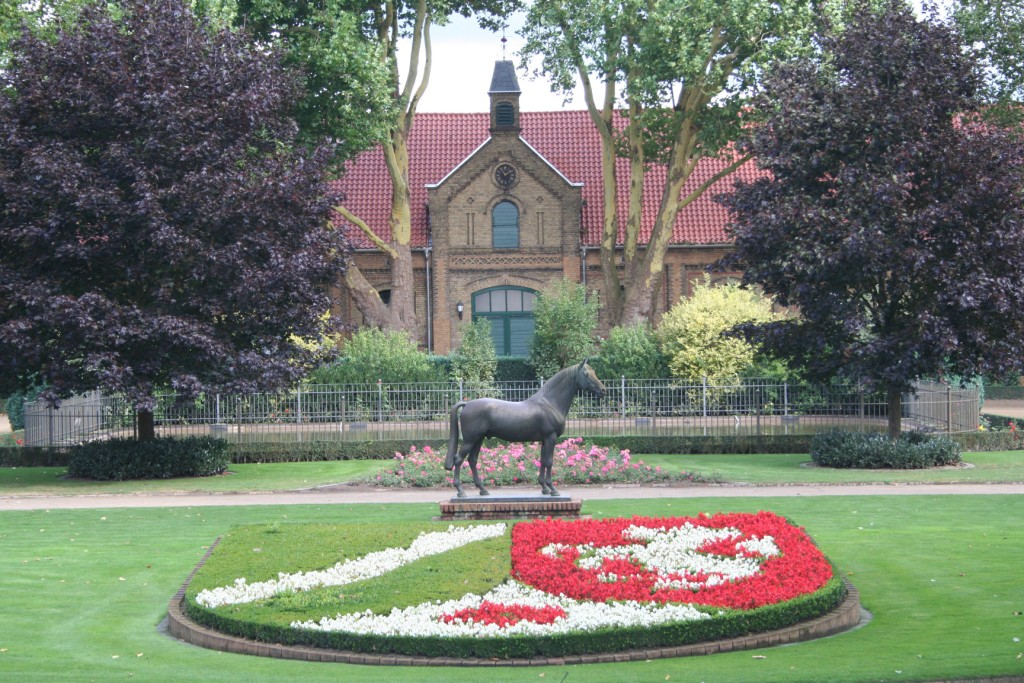
Rondell des Nordrhein-Westfälischen Landgestüts Warendorf mit dem Wappen Nordrhein-Westfalens

Das Nordrhein-Westfälische Landgestüt Warendorf ist das Zentrum der Pferdezucht und des Reitsports in Nordrhein-Westfalen.

## Geschichte
Das Nordrhein-Westfälische Landgestüt blickt inzwischen auf eine über 180-jährige Geschichte zurück. 1826 wurde es auf Wunsch der Pferdezüchter Westfalens und der Rheinprovinz gegründet und war damit das erste preußische Landgestüt im Westen Deutschlands. Nach Kriegsende ging es in den Besitz des Landes Nordrhein-Westfalen über und ist heute dem Ministerium für Klimaschutz, Umwelt, Landwirtschaft, Natur- und Verbraucherschutz des Landes Nordrhein-Westfalen zugeordnet. Die Aufgabe des Landgestüts ist jedoch seit seiner Gründung im Grundsatz unverändert geblieben. Sie besteht darin, den Pferdezüchtern qualitätvolle und genetisch interessante Hengste gegen ein angemessenes Deckgeld zur Verfügung zu stellen. Oberstes Ziel ist dabei der Zuchtfortschritt.

## Heute
Von 1996 bis zum Frühjahr 2016 wurde das Gestüt von der Diplom-Agraringenieurin Susanne Schmitt-Rimkus geleitet. Sie war die erste Landgestütleiterin in Deutschland und war für die rund 100 zuchtaktiven Hengste verantwortlich. Neben den Warmbluthengsten und Vollblütern stehen auch zahlreiche Kaltbluthengste in den denkmalgeschützten Ställen des Gestüts.
Die Hengste werden von etwa 65 Mitarbeitern versorgt und betreut. Hinzu kommen 21 Auszubildende, die hier den Beruf des Pferdewirts – Schwerpunkt Reiten oder – Schwerpunkt Zucht und Haltung erlernen.
Dem Gestüt angegliedert ist die Deutsche Reitschule. Sie ist das „Zentrum der Berufsreiterei“ und bietet Fortbildungs- und Prüfungslehrgänge für Berufsreiter, Amateure und Turnierfachleute an. Da nicht jeder Prüfling über ein eigenes Pferd verfügt, gehören etwa 50 Hengste und Wallache zum Lehrpferdebestand der Schule.
Insgesamt bietet das Landgestüt auf seinem acht Hektar großen Gelände Platz für 160 Pferde. Die Decksaison dauert von Februar bis August. Zu den Kunden zählen sowohl Züchter aus Deutschland als auch ganz Europa, den USA und Australien.

## Aufgaben

### Hengsthaltung
Das Landgestüt unterhält in Westfalen und im Rheinland 22 Deckstellen bzw. Besamungsstationen. Das Gestüt hat einen durchschnittlichen Hengstbestand von 75 Warmbluthengsten, drei Vollblütern und 20 Kaltbluthengsten. Bei der Kaltblutzucht liegt der Schwerpunkt in der Erhaltung wertvoller Gene.

### Deutsche Reitschule
Seit 1968 ist die Deutsche Reitschule dem Landgestüt Warendorf angegliedert. Sie bietet Fortbildungs- und Prüfungslehrgänge für Berufsreiter und Turnierfachleute an. In der Fachschule Fahren werden Lehrgänge und Prüfungen vom Fahrabzeichen bis zum Fahrlehrer durchgeführt. Rund 50 Hengste und Wallache gehören zum Lehrpferdebestand der Deutschen Reitschule.

### Leistungsprüfungsanstalt
Im Landgestüt Warendorf werden bereits seit 1906 Hengste geprüft. An den heute gesetzlich vorgeschriebenen Leistungsprüfungen (30- und/oder 70-Tage-Test) können Landbeschäler und Hengste aus Privatbesitz teilnehmen. Seit 1997 werden auch Kaltblüter in einer eintägigen Feldprüfung getestet.

### Ausbildung
Das Landgestüt Warendorf gehört mit derzeit 20 Ausbildungsplätzen für Pferdewirte – Schwerpunkt Zucht und Haltung sowie für Pferdewirte – Schwerpunkt Reiten landesweit zu den größten Ausbildungsbetrieben in diesen Berufen. Auch ist das Landgestüt anerkannte Ausbildungsstätte für Besamungswarte und Eigenbestandsbesamer für Pferde.

### Turniersport
Neben dem Zuchteinsatz werden Warendorfer Hengste erfolgreich auf Turnieren vorgestellt. Sie machen damit nicht nur Werbung für das Landgestüt, sondern tragen auch zum guten Image der Pferde aus Nordrhein-Westfalen bei.

### Veranstaltungen
An drei Sonntagen und einem Mittwoch – jeweils Ende September/Anfang Oktober lädt das Landgestüt Warendorf jährlich zu seinen traditionellen Hengstparaden ein. Dabei sind rund 100 Hengste in verschiedenen Schaubildern zu sehen. Mitte August hat das Open-Air-Festival, bestehend aus der „Symphonie der Hengste“, dem Familientag und einem Live-Concert, inzwischen einen festen Platz im Veranstaltungskalender gefunden.

## TV-Dokumentation
- Wie der Reitsport nach Westfalen kam (Memento vom 14. März 2011 im Internet Archive); in der Reihe „Doku am Freitag“; von Ulla Lachauer, Redaktion: Gudrun Wolter; WDR; Erstausstrahlung: 24. September 2010.